# پاریس منهتن
پاریس منهتن (انگلیسی: Paris Manhattan) فیلمی فرانسوی به کارگردانی سوفی للوش است که در سال ۲۰۱۲ منتشر شد. این اولین فیلم بلند سوفی للوش در مقام کارگردان محسوب می‌شود.

## بازیگران
- آلیس تالیونی
- پاتریک بروئل
- وودی آلن
- مارین دلترم
- آرسن موسکا
- گلادیس کوهن
- ژاک سیرون
- ژاک هرلین
- ماری کریستین آدم